# Tournée de l'équipe des Lions britanniques et irlandais de rugby à XV en 1993
Les Lions britanniques et irlandais, (auparavant appelés Lions britanniques) ou plus couramment appelés Lions, se déplacent en Nouvelle-Zélande lors d'une tournée organisée en 1993 avec pour points d'orgue trois test-matchs contre les All Blacks. La série est perdue 2-1 par les Lions.
L'équipe dirigée par Geoff Cooke secondé par Ian McGeechan et Dick Best a pour relais sur le terrain le capitaine et joueur écossais Gavin Hastings. 

## Le groupe de la tournée
La liste suivante indique les 34 joueurs retenus pour participer à la tournée organisée en 1993.
| Talonneur - Kenny Milne (Heriot's) - Brian Moore (Harlequins) Pilier - Paul Burnell (London Scottish) - Jason Leonard (Harlequins) - Nick Popplewell (Bath) - Peter Wright (Boroughmuir RFC) Deuxième Ligne - Martin Bayfield (Northampton Saints) - Damian Cronin (London Scottish) - Wade Dooley (London Wasps) - Mick Galwey (Shannon RFC) - Martin Johnson (Leicester Tigers) - Andy Reed (Bath) | Troisième Ligne - Ben Clarke (Bath) - Dean Richards (Leicester Tigers) - Mike Teague (Gloucester RFC) - Richard Webster (Swansea RFC) - Peter Winterbottom (Harlequins) Demi de Mêlée - Robert Jones (Swansea RFC) - Dewi Morris (Orrell) - Andy Nicol (Leicester Tigers) Demi d'Ouverture - Rob Andrew (London Wasps) - Stuart Barnes (Bath) | 3/4 Aile - Ieuan Evans (Llanelli RFC) - Ian Hunter (Northampton Saints) - Rory Underwood (Leicester Tigers) - Tony Underwood (Leicester Tigers) - Richard Wallace (Garryowen) 3/4 Centre - Will Carling (Harlequins) - Vince Cunningham (St. Mary's College RFC) - Scott Gibbs (Swansea RFC) - Jeremy Guscott (Bath) - Scott Hastings (Watsonians RFC) Arrière - Gavin Hastings (cap.) (Watsonians RFC) - Tony Clement (Swansea RFC) |

## Résultats
| #        | Date      | Opposition                | Lieu                          | Résultat | Score |
| Match 1  | 22 mai    | North Auckland            | Whangarei                     | Victoire | 30-17 |
| Match 2  | 26 mai    | North Harbour             | Auckland                      | Victoire | 29-13 |
| Match 3  | 29 mai    | Māori de Nouvelle-Zélande | Wellington                    | Victoire | 24-20 |
| Match 4  | 2 juin    | Canterbury                | Lancaster Park (Christchurch) | Victoire | 28-10 |
| Match 5  | 5 juin    | Otago                     | Dunedin                       | Défaite  | 24-37 |
| Match 6  | 8 juin    | Southland                 | Invercargill                  | Victoire | 34-16 |
| Match 7  | 12 juin   | Nouvelle-Zélande          | Lancaster Park (Christchurch) | Défaite  | 20-18 |
| Match 8  | 16 juin   | Taranaki                  | Rugby Park (New Plymouth)     | Victoire | 49-25 |
| Match 9  | 19 juin   | Auckland                  | Auckland                      | Défaite  | 18-23 |
| Match 10 | 22 juin   | Hawke's Bay               | McLean Park, (Napier)         | Défaite  | 16-29 |
| Match 11 | 26 juin   | Nouvelle-Zélande          | Athletic Park (Wellington)    | Victoire | 20-7  |
| Match 12 | 29 juin   | Waikato                   | Rugby Park, (Hamilton)        | Défaite  | 10-38 |
| Match 13 | 3 juillet | Nouvelle-Zélande          | Eden Park (Auckland)          | Défaite  | 13-30 |

## Résultats des test-matchs
| No | Date           | Lieu                                          | Match                                 | Score   | Compétition |
| -- | -------------- | --------------------------------------------- | ------------------------------------- | ------- | ----------- |
| 1  | 12 juin 1993   | Lancaster Park, Christchurch Nouvelle-Zélande | Nouvelle-Zélande – Lions britanniques | 20 – 18 | test-match  |
| 2  | 26 juin 1993   | Athletic Park, Wellington Nouvelle-Zélande    | Nouvelle-Zélande – Lions britanniques | 7 – 20  | test-match  |
| 3  | 3 juillet 1993 | Eden Park, Auckland Nouvelle-Zélande          | Nouvelle-Zélande – Lions britanniques | 30 – 13 | test-match  |